# SC-ZA-11
La SC-ZA-3 es una carretera perteneciente a la Red de Carreteras Sin Clasificar de la Junta de Castilla y León. Se trata de un antiguo tramo de la CL-527, que anteriormente se denominaba como ZA-323. Esta carretera quedó en desuso por la construcción de la variante construida en la CL-527..

## Origen y Destino
La carretera  SC-ZA-11  tiene su origen en el casco urbano de Fermoselle en la intersección con la carretera  CL-527  en el kilómetro 64,300, y termina en la intersección con la carretera  CL-527  en el kilómetro 66,100, formando parte de la Red de carreteras de Zamora.